# Football Manager 2024
Football Manager 2024 — компьютерная игра в жанре симулятора футбольного менеджмента, двадцать первая часть серии Football Manager, разработанная Sports Interactive и изданная Sega. 
Игра была выпущена 6 ноября 2023 года. Мобильная версия игры, Football Manager 2024 Mobile, была выпущена как эксклюзив для Netflix Games, но только в мобильном приложении, она недоступна  через приложение Netflix на персональных компьютерах, телевизорах и игровых консолях.

## Особенности игры
Как и предыдущие игры серии, Football Manager 2024 реализует управление футбольным клубом. Она была впервые выпущена в Японии и, в отличие от предыдущих игр, включает в себя лицензированные японские лиги J1, J2 и J3.
Впервые в серии Football Manager игроки могут переносить свои сохранения из предыдущей игры. Игроки могут перенести свои сохранения из Football Manager 2023 и продолжить играть в Football Manager 2024. Эта возможность будет реализована и в последующих играх: файлы сохранений Football Manager 2024 можно будет использовать в игре Football Manager 2025. При этом игроки, использующие эту функцию, не смогут разблокировать достижения.

## Достижения и награды
Это самая продаваемая игра в серии Football Manager, побив в феврале 2024 года предыдущий рекорд в 6,88 миллиона игроков, установленный игрой Football Manager 2023, за 100 дней продажи достигнув отметки в 7 миллионов игроков.
7 марта 2024 года Football Manager 2024 была признана лучшей британской игрой для ПК на церемонии вручения премии Ukie Video Game Awards 2024. Кроме того, она была номинирована на премию Британской Академии в области видеоигр 2024 года в категории «Лучшая британская игра», а Football Manager 2024 Mobile — на премию Develop:Star Awards в категории «Лучшая мобильная игра».